# Święta Monika
Święta Monika, Monika z Hippony (Tagasty), łac. i wł. Monica (ur. ok. 332 w Tagaście, zm. 387 w Ostii) – święta Kościoła katolickiego, matka św. Augustyna.

## Życiorys
Pochodziła z rzymskiej rodziny chrześcijańskiej, wyszła za mąż za poganina, Patrycjusza, który był urzędnikiem.
W wieku 23 lat Monika urodziła pierwszego syna – znanego dzisiaj jako św. Augustyn. Potem miała jeszcze jednego syna Nawigiusza i córkę Perpetuę. Mąż pod wpływem św. Moniki przyjął przed śmiercią chrzest (371). Dorastający Augustyn zaczął sprawiać jej kłopoty, wybierając hedonistyczny styl życia. Związał się z sektą manicheistyczną i zaczął wierzyć w ich naukę. Monika, nie zrażając się trudnościami, modliła się za niego, błagając Boga o nawrócenie Augustyna. Obawiając się o swego syna, Monika wyjeżdżała za nim do Kartaginy, Rzymu i Mediolanu. Kiedy biskup poznał przyczynę jej smutku, prorokował: „Matko, jestem pewien, że syn tylu łez musi powrócić do Boga”.
W Mediolanie Augustyn poznał św. Ambrożego i pod wpływem jego nauk 24 lub 25 kwietnia 387 roku, wraz z Alipiuszem i Adeodatem, przyjął chrzest. W drodze powrotnej do rodzinnej Tagasty, w Ostii św. Monika zachorowała na febrę i zmarła.

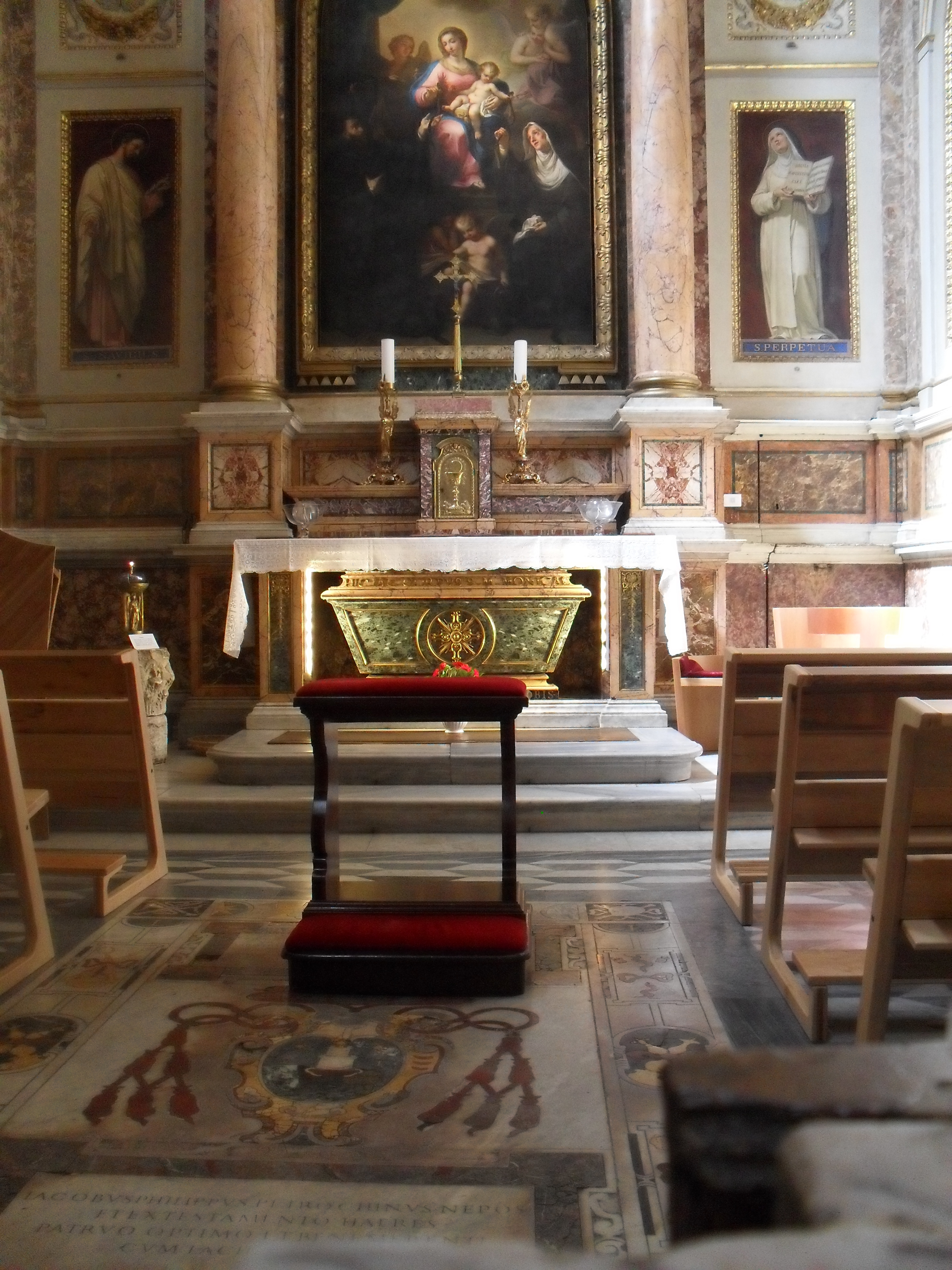
Trumna z relikwiami św. Moniki w kościele św. Augustyna w Rzymie, niedaleko piazza Navona.

Ciało św. Moniki zostało złożone w Ostii w kościele św. Aurei. W 1162 r. augustianie zabrali je do Francji i umieścili w Arrouaise pod Arras. W 1430 r. zostało przeniesione do Rzymu i umieszczono w kościele świętego Tryfona, który później przemianowano na kościół św. Augustyna.

## Kult
Świadectwo o życiu swojej matki Augustyn złożył w Wyznaniach. One też są jej najwcześniejszym życiorysem.
Dzień obchodów
Pierwotnie wspomnienie św. Moniki w Kościele katolickim obchodzono 4 maja w wigilię domniemanego nawrócenia św. Augustyna. W czasie reformy kalendarza w 1969 roku zostało przeniesione na dzień 27 sierpnia (wspomnienie św. Augustyna przeniesiono na 28 sierpnia).
Święta wspominana jest również w Kościołach: ewangelickich i anglikańskich, głównie 4 maja oraz lokalnie w prawosławnych: 4/17 maja, 27 sierpnia/17 września i 15/28 czerwca (w dniu wspomnienie św. Augustyna).
Patronat
Św. Monika jest patronką kobiet chrześcijańskich, matek, wdów, kobiet zamężnych, tych, które przeżywają kłopoty małżeńskie i nieudane małżeństwa, kobiet, które zawiodły się na dzieciach lub mają z dziećmi kłopoty, kobiet będących ofiarami cudzołóstwa, alkoholizmu, złorzeczeń i oszczerstw. Do niej odprawia się modlitwy w intencji ratowania duszy dziecka, męża.
Ikonografia
W ikonografii Monika przedstawiana jest jako matrona lub w welonie wdowy; trzyma księgę, krucyfiks albo różaniec. Czasami – nawiązując do syna Moniki, Augustyna – przedstawia się ją jako augustiankę.